# Râul Nemțișor

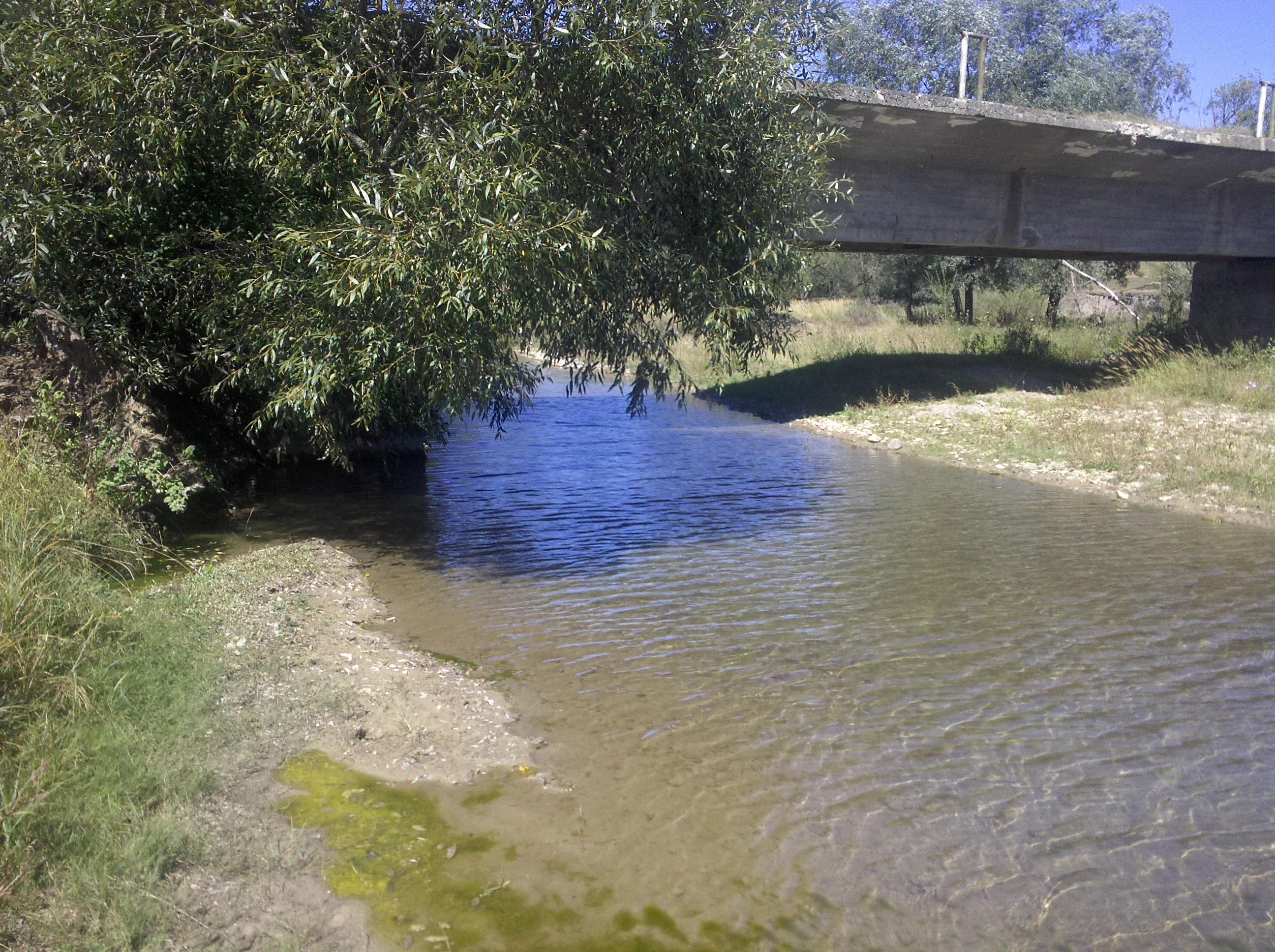
Râul Nemţişor între Zimbrărie şi schitul Cărbuna

Râul Nemțișor este un curs de apă, afluent al râului Neamț.

## Hărți
- Harta Parcului Vânători-Neamț